# Rali do Chipre

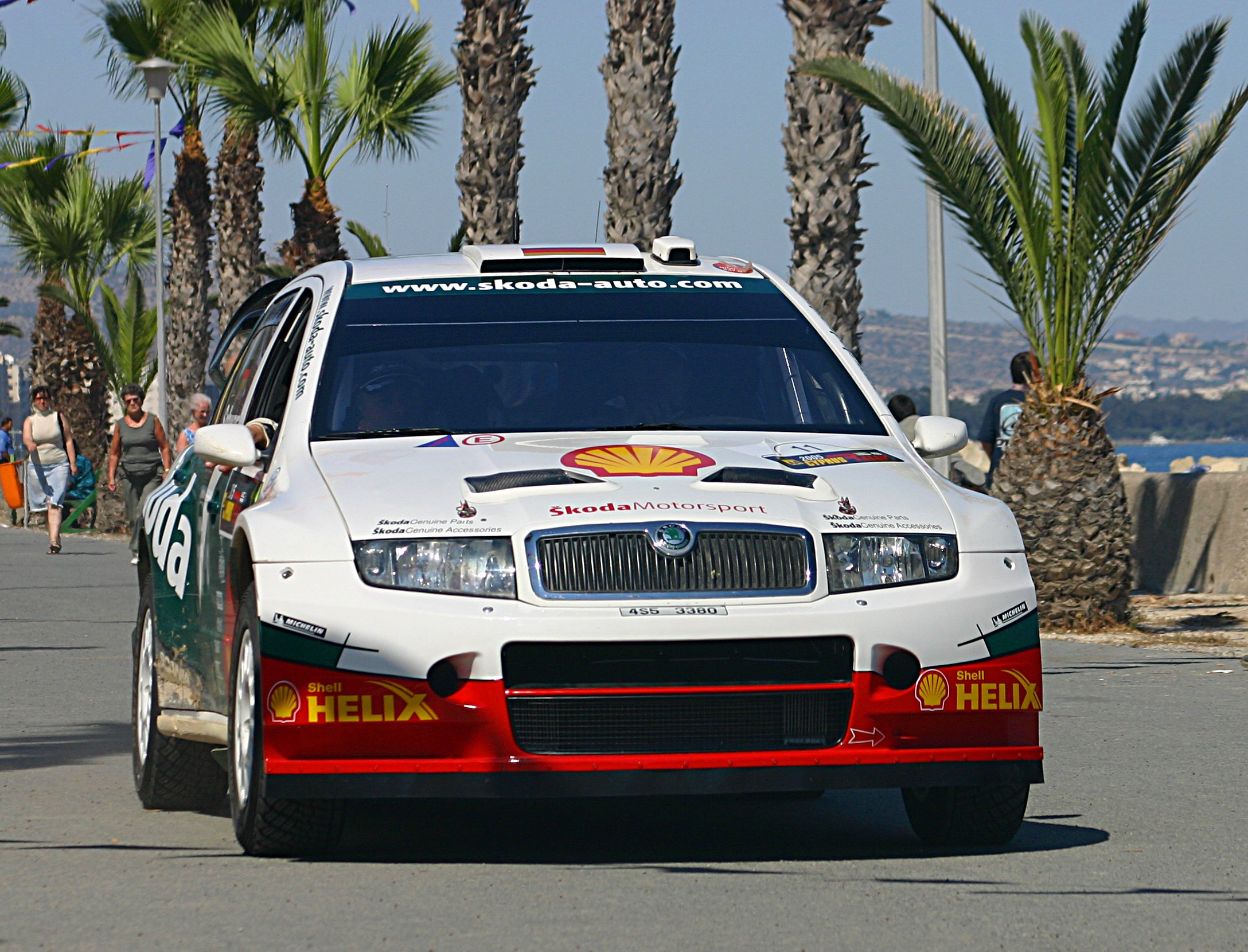
Škoda Fabia WRC no Rali do Chipre 2005.

O Rali do Chipre é uma prova de rali que se disputa anualmente desde 1970 em Chipre. Foi uma das etapas do Campeonato Mundial de Rali (WRC).

## Descrição
É um rali reconhecido pela sua dureza, percorrido sob um calor abrasador, muita poeira, pedra e estradas sinuosas nas montanhas em redor da cidade de Limassol, sendo muitas vezes comparado ao Rali da Acrópole, na Grécia.
O Rali do Chipre fez parte do calendário do WRC pela primeira vez em 2000 substituindo o Rali da China já com o campeonato a decorrer, devido a dificuldades financeiras da organização chinesa.
O rali manter-se-ia no campeonato mundial até 2006 sofrendo algumas alterações no calendário com mudanças para a primavera para evitar o calor abrasador, fazendo com que muitas vezes os concorrentes disputassem o rali com chuva e lama.
O rali regressaria novamente em 2009 aproveitando as mudanças dos regulamentos que permitiam ralis mistos, juntando alguns troços de asfalto os tradicionais traçados em terra.
Em 2007 e 2008, e a parti de 2010 o rali faz parte do Campeonato de Rali do Médio Oriente da FIA. Entre 2010 e 2012 fez parte do Intercontinental Rally Challenge e desde 2014 que faz parte do Campeonato Europeu de Rali.
- Commons